# Gustav Friedrich Werner

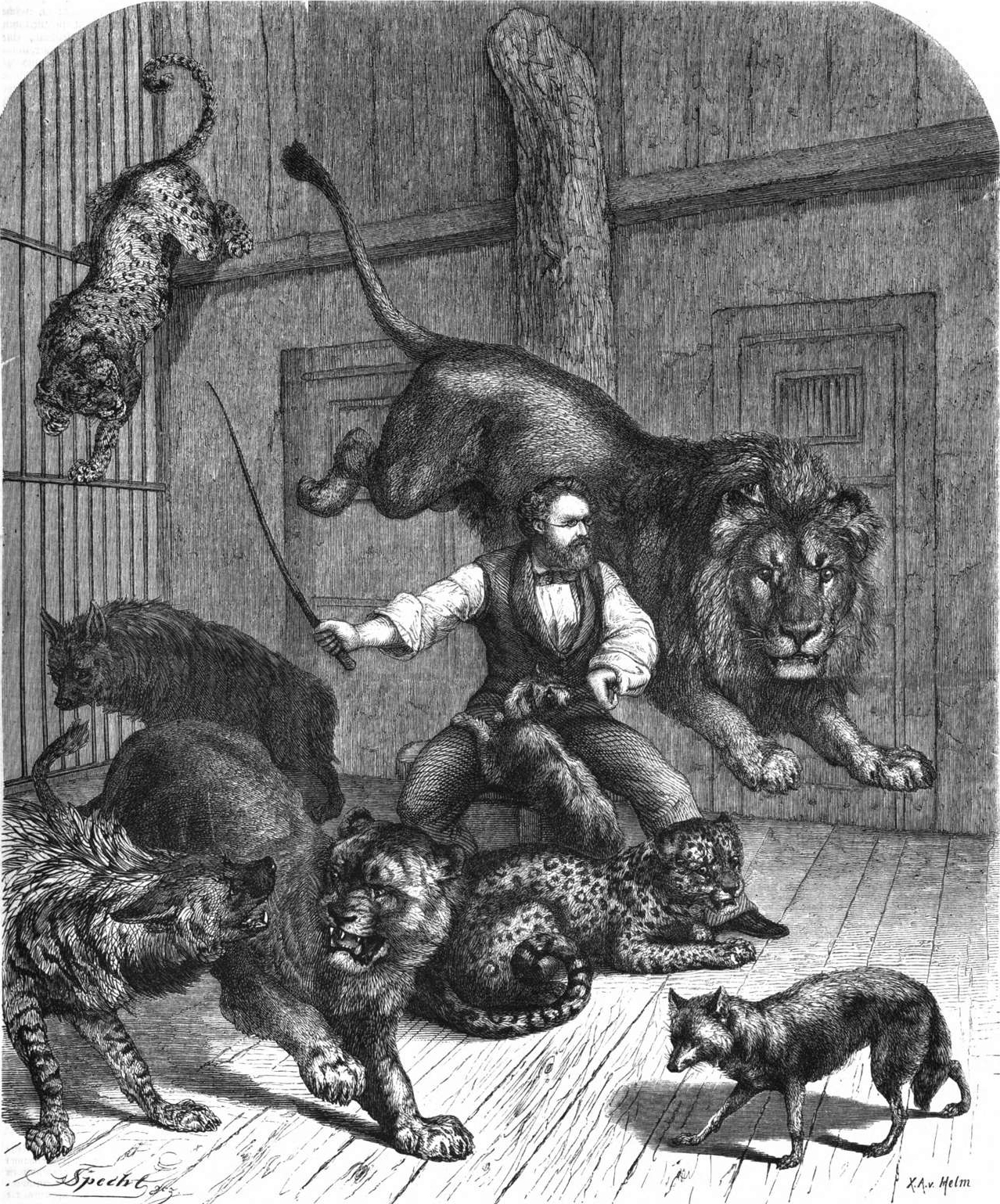
Gustav Werner im Löwenkäfig, 1864 oder früher

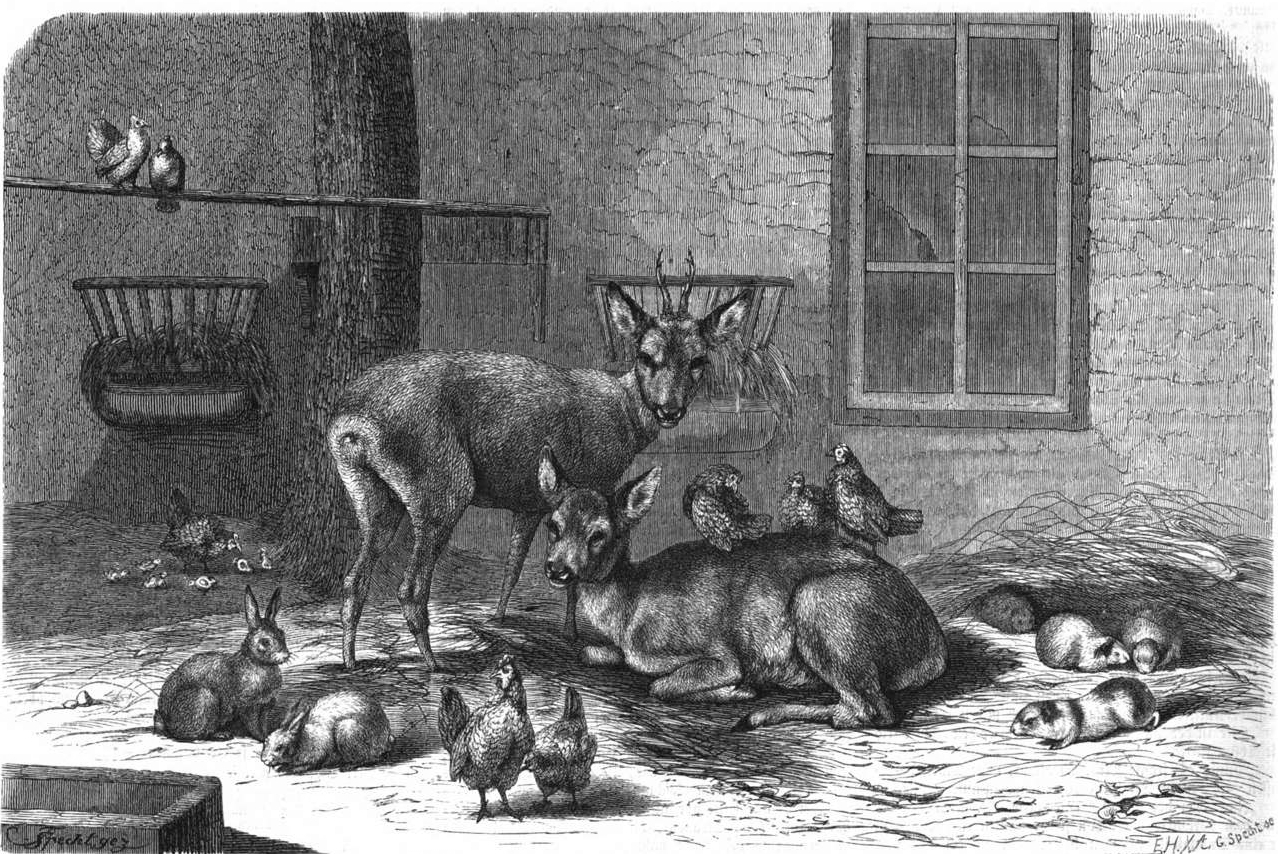
Rehzwinger in Gustav Werners Zoo, 1864 oder früher

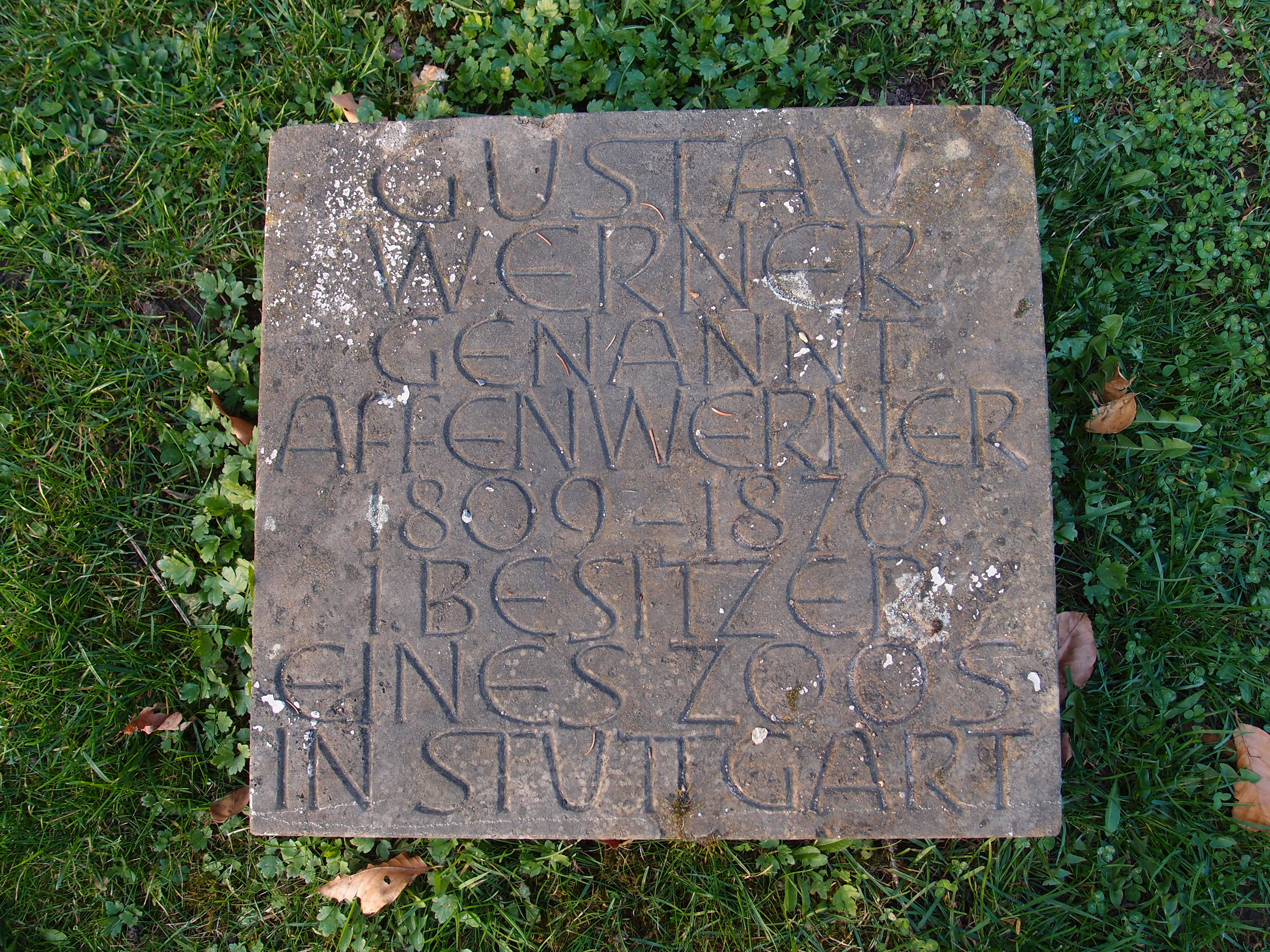
Grab von Gustav Friedrich Werner auf dem Stuttgarter Fangelsbachfriedhof

Gustav Friedrich Werner, genannt Affenwerner (* 15. Oktober 1809 in Stuttgart; † 20. März 1870 in Stuttgart), war ein Cafetier und Tiergartenbesitzer.

## Leben
Werner wurde als Sohn des Cafetiers Immanuel Christoph Friedrich Werner und der Christiane Frederike geb. Fischer geboren.
Gustav Werner heiratete 1831 die vier Jahre jüngere Eleonore Friederike Katharine Böhringer, Tochter eines Mehlhändlers. 13 Jahre später starb Eleonore am 28. März 1844. Noch im selben Jahr heiratete er Anna Digel in Betzingen bei Reutlingen, die Tochter eines Webmeisters, die 13 Jahre jünger war als er. Gustav Werner starb am 20. März 1870 in Stuttgart, seine Witwe Anna starb drei Jahre nach ihm, 1873.
Ab 1840 übernahm der tierbegeisterte Gustav Werner das Wirtshaus seines Vaters (Gasthaus von J. Werner) auf dem Gelände des heutigen Hotels Royal in der Sophienstraße 35 in Stuttgart und ergänzte es mit einem Tiergarten. Im großen Garten seiner Wirtschaft hielt er bis zu seinem Tode 1870 verschiedene heimische und exotische Tiere.
Zunächst besaß Gustav Werner hauptsächlich Vögel in seinem Tiergarten, später kamen Affen hinzu, was ihm den Namen Affenwerner eintrug. Gegen 1855 war seine kleine Menagerie zu einem richtigen Zoo geworden, in dem sich Löwen, Bären, Leoparden, Hyänen und Affen sogar vermehrten. Die harmloseren Tiere durften teilweise in der Gartenwirtschaft frei herumlaufen. Die Legende besagt, dass ein Fischotter so zahm geworden war, dass er den Affenwerner bei Spaziergängen durch die Stadt begleitete. Auch als Dompteur von Löwen, Bären und Leoparden betätigte er sich.
Berühmt wurde der Affenwerner in Stuttgart, weil seine Papageien den Namen des badischen Revolutionärs Hecker bzw. dessen Ruf „Hecker hoch“ krächzten. Dies führte dazu, dass die in Stuttgart stationierten Soldaten nicht mehr seine Wirtschaft besuchen und die Wachtparade nicht mehr an seinem Lokal vorbeimarschieren durfte, um einer zu liberalen Beeinflussung zu entgehen. Stattdessen mussten sie einen Umweg gehen. Der Affenwerner war der Obrigkeit suspekt und wurde schließlich zu einer Gefängnisstrafe auf der Festung Hohenasperg verurteilt. Allerdings setzte sich einer seiner Stammgäste, der zur Hofgesellschaft gehörte, für ihn ein und erreichte eine Amnestie durch König Wilhelm I.
Nach seinem Tode führte sein Sohn Emil den Tiergarten noch drei Jahre im Lokal Schwanen in Stuttgart-Berg fort. Bei dessen Auflösung kaufte Johannes Nill für seinen Tiergarten einen Großteil der Tiere.
Werners Grab liegt auf dem Fangelsbachfriedhof in Stuttgart (Abteilung 7, Reihe 19, Nummer 5).